# Manolo Sánchez Murias
Manuel Sánchez Murias (Gijón, Asturias, España, 27 de enero de 1976), conocido como Manolo, es un exfutbolista y entrenador español. 

## Trayectoria

### Como jugador
Comenzó la práctica del fútbol en la Sociedad Deportiva Llano 2000 antes de pasar a las categorías inferiores del Real Sporting de Gijón. En 1995, fue cedido al U. D. Gijón Industrial y, un año después, se incorporó a la plantilla del Real Sporting de Gijón "B", equipo con el que logró el campeonato del grupo I de Segunda División B en la campaña 1996-97. En la temporada 1997-98 debutó en Primera División con el Sporting y llegó a disputar todos los encuentros de la segunda vuelta, aunque el equipo descendió de categoría. Disputó dos campañas más como rojiblanco en Segunda División antes de incorporarse al R. C. Celta de Vigo, donde jugó la temporada 2000-01. En su primer año con el Celta llegó a disputar dos partidos de Copa de la UEFA ante el H. N. K. Rijeka, en la primera ronda de la competición.
En la campaña 2001-02 fue cedido al C. A. Osasuna; sin embargo, la poca participación en club navarro motivó su salida hacia el Córdoba C. F. para disputar la segunda vuelta de la temporada en Segunda División. Para la campaña 2002-03 fue otra vez prestado a un equipo de la categoría de plata: el C. D. Numancia de Soria. En su regreso al Celta, la temporada 2003-04, disputó tan sólo un encuentro y salió cedido al C. D. Tenerife. La campaña 2004-05 la disputó de nuevo con el conjunto vigués, esta vez en Segunda División, logrando el ascenso de categoría tras finalizar el año como subcampeones. A pesar de ello, Manolo abandonó el Celta para firmar con el Racing Club de Ferrol, donde militó durante tres temporadas en las que cosechó dos descensos a Segunda División B, con un ascenso a Segunda División entremedias. Decidió abandonar la práctica del fútbol en 2008 y aceptó una oferta para hacerse cargo del banquillo del propio club ferrolano.

### Como entrenador
Debutó en el Racing Club de Ferrol en Segunda División B en la campaña 2008-09. Sin embargo, no llegó a terminar la temporada, siendo cesado el día 24 de febrero de 2009, cuando el equipo marchaba séptimo en la tabla, a dos puntos de los puestos de play-off de ascenso. Posteriormente, ingresó en el cuerpo técnico de la Escuela de fútbol de Mareo para dirigir al conjunto de Liga Nacional Juvenil del Real Sporting de Gijón durante dos años. En la temporada 2011-12 pasó a hacerse cargo del Real Sporting de Gijón "B", de Segunda División B, y consiguió que el filial rojiblanco finalizara la campaña en décima posición. El 17 de mayo de 2012 se anunció su paso al banquillo del primer equipo sportinguista para la temporada 2012-13 en Segunda División. El 18 de octubre fue destituido como entrenador del Sporting; en nueve jornadas de Liga, el equipo había sumado ocho puntos —tras cosechar dos victorias, dos empates y cinco derrotas— y ocupaba el decimoséptimo puesto en la clasificación.
El 19 de marzo de 2019 comenzó su segunda etapa como técnico del Sporting "B" tras sustituir en el cargo a Isma Piñera.
Fue director del fútbol base del Real Sporting de Gijón entre 2013 y 2022.
Tras cuatro años sin entrenar, el Real Avilés de la Segunda Federación de España, anuncia su contratación el 14 de noviembre de 2023, hasta final de temporada con opción a una más en caso de "cumplir objetivos". No llega a cumplir tales objetivos y tras caer el equipo en la eliminatoria de permanencia es destituido el 7 de mayo de 2024.

## Clubes

### Como jugador
| Club                       | País   | Año       |
| -------------------------- | ------ | --------- |
| U. D. Gijón Industrial     | España | 1995-1996 |
| Real Sporting de Gijón "B" | España | 1996-1998 |
| Real Sporting de Gijón     | España | 1998-2000 |
| R. C. Celta de Vigo        | España | 2000-2001 |
| C. A. Osasuna              | España | 2001-2002 |
| Córdoba C. F.              | España | 2002      |
| C. D. Numancia de Soria    | España | 2002-2003 |
| R. C. Celta de Vigo        | España | 2003      |
| C. D. Tenerife             | España | 2003-2004 |
| R. C. Celta de Vigo        | España | 2004-2005 |
| Racing Club de Ferrol      | España | 2005-2008 |

### Como entrenador
| Club                       | País   | Año       |
| -------------------------- | ------ | --------- |
| Racing Club de Ferrol      | España | 2008-2009 |
| Real Sporting de Gijón "B" | España | 2011-2012 |
| Real Sporting de Gijón     | España | 2012      |
| Real Sporting de Gijón "B" | España | 2019      |
| Real Avilés C. F.          | España | 2023-2024 |